# Los Pocitos (Jalisco)
Los Pocitos es una localidad del estado mexicano de Jalisco. Es parte del municipio de Ameca.

## Demografía
| Gráfica de evolución demográfica |
|                                  |

| Censo | Población |
| ----- | --------- |
| 1930  | 137       |
| 1940  | 210       |
| 1950  | 261       |
| 1960  | 529       |
| 1970  | 696       |
| 1980  | 736       |
| 1990  | 1 004     |
| 2000  | 942       |
| 2010  | 1 019     |
| 2020  | 1 135     |